# Loïc Feudjou
Loïc Feudjou (Yaoundé, 14 aprile 1992) è un calciatore camerunese.

## Carriera

### Club
Feudjou inizia la carriera agonistica nel Botafogo di Buéa, passò nel 2011 al Cotonsport Garoua con cui vinse i campionati cameruneseli nella stagione 2013 e stagione 2014.

#### Nazionale
Dopo aver fatto parte della nazionale Under-20 di calcio del Camerun, nel 2014 viene chiamato in quella maggiore, venendo convocato per il campionato mondiale di calcio 2014.

## Palmarès

### Club
- Campionato camerunese di calcio: 2

Cotonsport Garoua: 2013, 2014